# 服忌令
服忌令（ぶっきりょう）とは、近親者の死去に際して喪に服す期間（服忌）を定めた法令。合わせて触穢に関しても定められていることが多かった。
服忌令そのものは中世の寺社法などに由来しているが、本項では江戸幕府が制定・公布し、明治政府が引き続き採用した服忌令を中心として解説する。

## 服忌令の成立
服忌は元は「服紀」と表記して、元は中国の礼制における五服の制を律令法（喪葬令の服紀条と假寧令の假条）に組み込む形で受容されたが、日本の家族制度に則した修正も行われ、日本独自の規定として定着することになった。
服忌令は中世の伊勢神宮などの神社で作成されたものを原型としている。これは基本的には喪葬令と假寧令を組み合わせつつも、喪に服する者に与えられた「假（休暇）」を死穢を忌む期間としての「忌」の改変したものであった。また、白川家・吉田家などの神道を家職とする家で同様の規則が定められた。

## 江戸幕府の服忌令
江戸幕府では、5代将軍徳川綱吉が貞享元年2月30日（1684年4月14日）に幕府公式の法令として施行した。文治政治を推進する綱吉が林鳳岡・木下順庵・吉川惟足らの協力を得て、先行の服忌令を受け継ぎつつ独自の変更をも加えて制定したとされている。その後、複数の改定を経て、8代将軍徳川吉宗の元文元年9月15日（1736年10月19日）に公布された改定服忌令が確定された法令となった。
元文の改定服忌令の規則によれば、親族の服忌は尊卑・親疎の程度によって6段階に分けられて、この6段階に当てはまる者が「親類」と定義され、互いに協力し合うべきものとされた。すなわち「服」（服喪期間）として、父母・離別の父母・養父母（遺跡相続や分地配当があった場合）・祖父母（嫡孫が承祖した場合）・妻は13か月、養父母（遺跡相続や分地配当がなかった場合）・夫の父母・父方の祖父母は150日、妻・嫡子・養子（嫡子として迎えた者）・母方の祖父母・父方の曾祖父母・父方の伯叔父姑・兄弟姉妹・嫡孫（祖父から承祖していた場合）は90日、嫡母・継父母・末子・養子（遺跡相続をしない場合）・異父兄弟姉妹・嫡孫（承祖しない場合）・母方の伯叔父姑・父方の高祖父母は30日、末孫・息子方の曾孫及び玄孫・従父兄弟姉妹・甥姪は7日と定められていた。同じく、「忌」（謹慎期間）として、「服」が13か月に相当する者で妻の喪に服する者以外は50日、妻の喪に服する者と「服」が150日に相当する者は30日、「服」が90日に相当する者は20日、「服」が30日に相当する者は10日、7日に相当する者は3日と定められていた。また、その他にも出産や流産・改葬など「血」や「死」など穢れの発生源とされた儀式に際しても「忌」の期間が設けられていた。
江戸幕府の服忌令は（現実的な処罰の有無は別として理念上は）将軍をも対象としており、将軍は東照大権現に対して、大名・旗本・御家人は将軍に対して、陪臣はそれぞれの主君に対して死者による穢れを及ぼしてはならない、という概念の下に制定され、封建的な身分制度を維持する仕組みでもあった。そのため、諸藩に対しても適用されるものとされ、諸藩も幕府の令をそのまま、あるいは一部変更を加えて施行した。
武士に対しては厳格に服忌令の遵守が求められて、違反者は軽いながらも処罰を受けた。幕府や藩を問わず、喪中や忌中に出仕したり、喪や忌の期間が終わっているのに出仕しなかったりすると処分の対象になるため、服忌令公布直後の貞享元年4月には早くも幕府の許可を得ずに服忌令を板行した者が処罰を受ける事件が発生しており、後には服忌令の内容や事例を解説した「服忌書」と呼ばれる書物も作られた。
庶民に対しては、町役人や村役人のような幕府や藩の役人と直接接触する立場にある者に対しては適用対象とされたが、一般庶民については対象外であった。
江戸幕府の服忌令は一般庶民には適用外であったものの、その存在自体はある程度知られていたと考えられ、民間においても服忌の対象となる親族の範囲などに影響を与えた可能性はあるとみられている。
また、神社や神道関係では以前から独自の服忌令が存在しており、公家においては喪葬令と假寧令に由来する規定がそのまま使われ続けていたとみられている。

## 明治以降
明治維新後の明治7年（1874年）10月17日、明治政府は太政官布告第108号を公布して、公家で行われてきた律令法以来の服忌の規定を廃して、江戸幕府の服忌令を明治政府の服忌令として採用することを決定し、これによって服忌令は一本化されることになった。しかし、明治29年（1900年）の民法公布（親族法・相続法からなる家族法の制定）によって親族の定義・範囲の規定と服喪の関係性は失われ、法律的な効力も有名無実化していった。ただし、今日でも忌引の慣習が制度として学校や企業などに残されているところは多い。